# Fernando Lacaba Sánchez
Fernando Lacaba Sánchez (Borja, Zaragoza, 16 de abril de 1956) es un magistrado español. Preside la Audiencia Provincial de Gerona desde el mes de febrero de 2001. Hasta 2016, su carrera judicial la ha hecho en Cataluña.

## Biografía
Lacaba hizo los primeros estudios en su pueblo, como también el bachillerato, formando parte de la primera promoción del instituto de Borja. Al acabar la secundaria decidió estudiar derecho en la Universidad de Zaragoza, dejando claro que no quería ser abogado. Durante el tercer curso de carrera, después de ver juicios en la Audiencia de Zaragoza, decidió ser juez. Se licenció el año 1979 y el mes de septiembre del mismo año hizo las oposiciones judiciales. A los 25 años ya era juez. Su primer destino fueron los juzgados de primera instancia de Granollers (Barcelona). Después fue destinado a juzgados de Barcelona y Vich. El año 1987 fue ascendido a magistrado y fue destinado a Hospitalet (Barcelona).
El año 1988 fue nombrado magistrado del juzgado de primera instancia e instrucción número 3 de Gerona. Al principio también tuvo que hacerse cargo de los otros dos juzgados. El 1990 ocupó el cargo de juez unipersonal del tribunal tutelar de menores de Gerona. Pero por poco tiempo, ya que aquel mismo año fue nombrado magistrado de la Audiencia de Gerona. Tomó posesión del nuevo cargo el 2 de agosto, bajo la presidencia de Miguel Pérez Capella. A final de año fue destinado a la recién creada Sección Segunda, presidida por Joan Cremades y la magistrada Miriam Iglesias García-Villar. El año 1995 asumió la presidencia de la Sección Tercera, que gestionó los temas penales de la Audiencia de Gerona.
Presidió juicios con jurados populares y se encargó del juicio del secuestro de la farmacéutica de Olot. Fue el primer juez de España, el año 1998, en condenar el tráfico de inmigrantes.
El 2001 fue nombrado presidente de la Audiencia de Gerona. Cuando tomó posesión era el presidente de Audiencia más joven de España. Fue ratificado en el cargo el 2006 y el 2011. Como presidente, es miembro de la Comisión Permanente de la Sala de Gobierno del Tribunal Superior de Justicia de Cataluña.
Aparte de magistrado, Lacaba es profesor de derecho constitucional, profesor asociado de derecho penal de la Universidad de Gerona y profesor de planes de formación del Centro de Estudios Jurídicos de la Generalidad de Cataluña para funcionarios de la Administración de Justicia. Ha publicado muchos artículos en revistas y monográficas colectivas.
Ha sido condecorado con la Cruz al Mérito Policial con distintivo blanco, la Cruz de Plata de la Orden del Mérito del Cuerpo de la Guardia Civil y la Cruz Distinguida de Primera Clase de la Orden de San Raimundo de Peñafort.
Está casado con Pilar Lahoz Atienza, con quien tiene dos hijas: Anna y Laura.

### Obra
- Impunitat i democràcia (enlace roto disponible en Internet Archive; véase el historial, la primera versión y la última). El Punt, 20 de octubre de 1990
- Cooperar en els àmbits de la justícia i la política exterior (enlace roto disponible en Internet Archive; véase el historial, la primera versión y la última). El Punt, 27 de marzo de 1995
- Il·legalitzar un partit polític (enlace roto disponible en Internet Archive; véase el historial, la primera versión y la última). El Punt, 28 de mayo de 1995
- Relacions entre jutges i periodistes (enlace roto disponible en Internet Archive; véase el historial, la primera versión y la última). Diari de Girona, 18 de julio de 2004
- Nova llei de consumidors (enlace roto disponible en Internet Archive; véase el historial, la primera versión y la última). Diari de Girona, 20 de enero de 2008
- Curiositats del sistema electoral dels EUA (enlace roto disponible en Internet Archive; véase el historial, la primera versión y la última). Diari de Girona, 10 febrer 2008
- El sistema electoral espanyol (enlace roto disponible en Internet Archive; véase el historial, la primera versión y la última). Diari de Girona, 17 de febrero de 2008
- Violència de gènere, un problema sense resoldre (enlace roto disponible en Internet Archive; véase el historial, la primera versión y la última). Diari de Girona, 30 de marzo de 2008
- Sebastià Salellas: «in memoriam» (enlace roto disponible en Internet Archive; véase el historial, la primera versión y la última). Diari de Girona, 29 de mayo de 2008
- Es pot jutjar la història? (enlace roto disponible en Internet Archive; véase el historial, la primera versión y la última). Diari de Girona, 6 de junio de 2010
- Del jutjat tradicional a la nova oficina judicial (enlace roto disponible en Internet Archive; véase el historial, la primera versión y la última). Diari de Girona, 5 de septiembre de 2010